# クロード・ル・ジュヌ

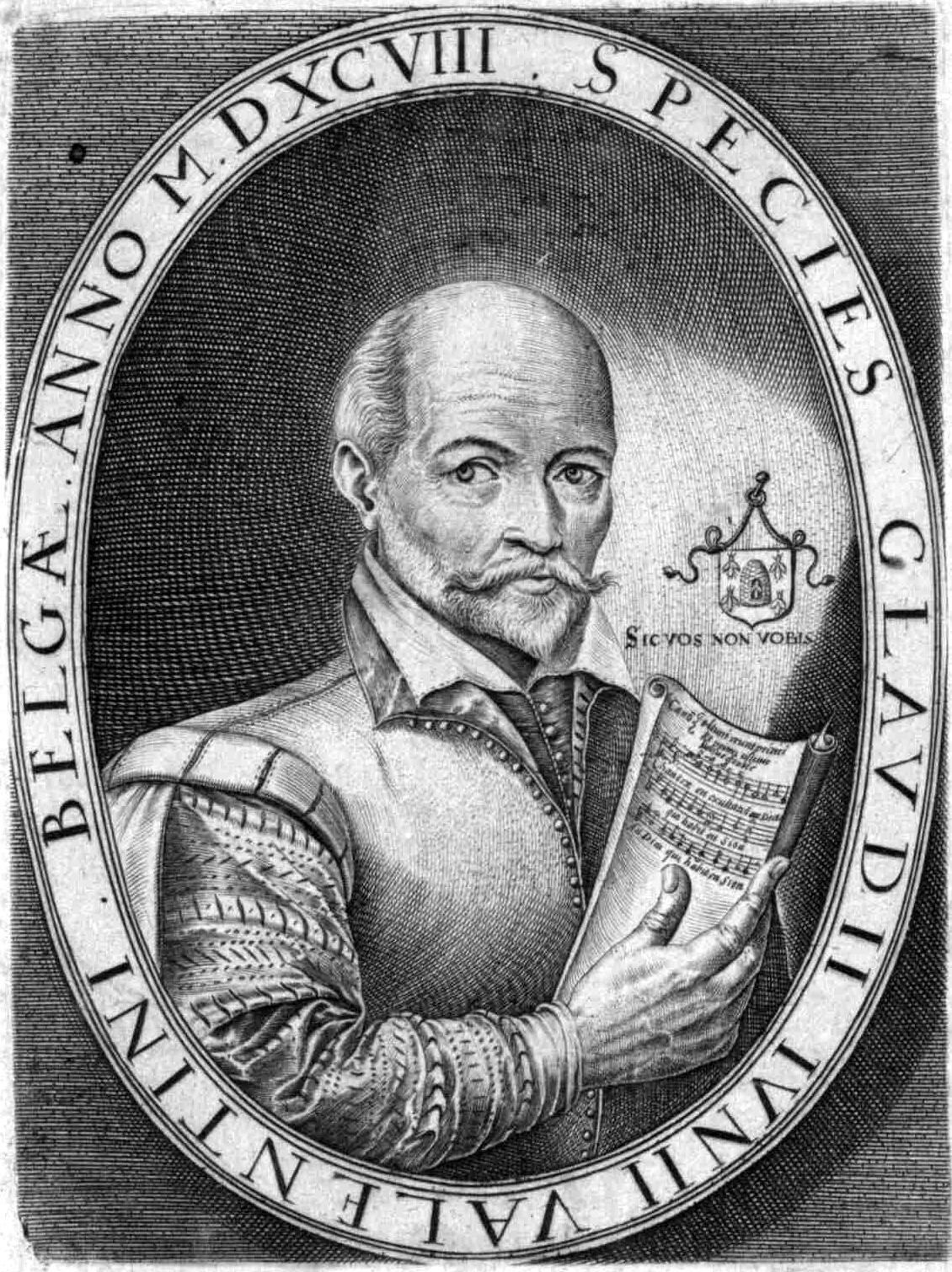
クロード・ル・ジュヌ

クロード・ル・ジュヌ (Claude Le Jeune, 1528年あるいは1530年ヴァランシエンヌ生まれ、1600年パリ没)は、フランドル楽派の作曲家。
ル・ジュヌはプロテスタントの家庭で生まれ育った。才能にあふれ、アンリ4世の宮廷音楽家となった。主としてミサ曲・モテトゥス・プサルムス等の多声楽曲を手がけた。彼のマニフィカトは、イタリアとフランドルの音楽の作風や伝統を融合させた試みとされている。